# Confédération Interalliée des Officiers de Réserve
Die Confédération Interalliée des Officiers de Réserve (CIOR) oder auch Interallied Confederation of Reserve Officers ist ein 1948 gegründeter Zusammenschluss der Reserveoffizierverbände in der NATO und darüber hinaus. CIOR hat 34 teilnehmende Länder und repräsentiert damit 1 Million Reservisten.

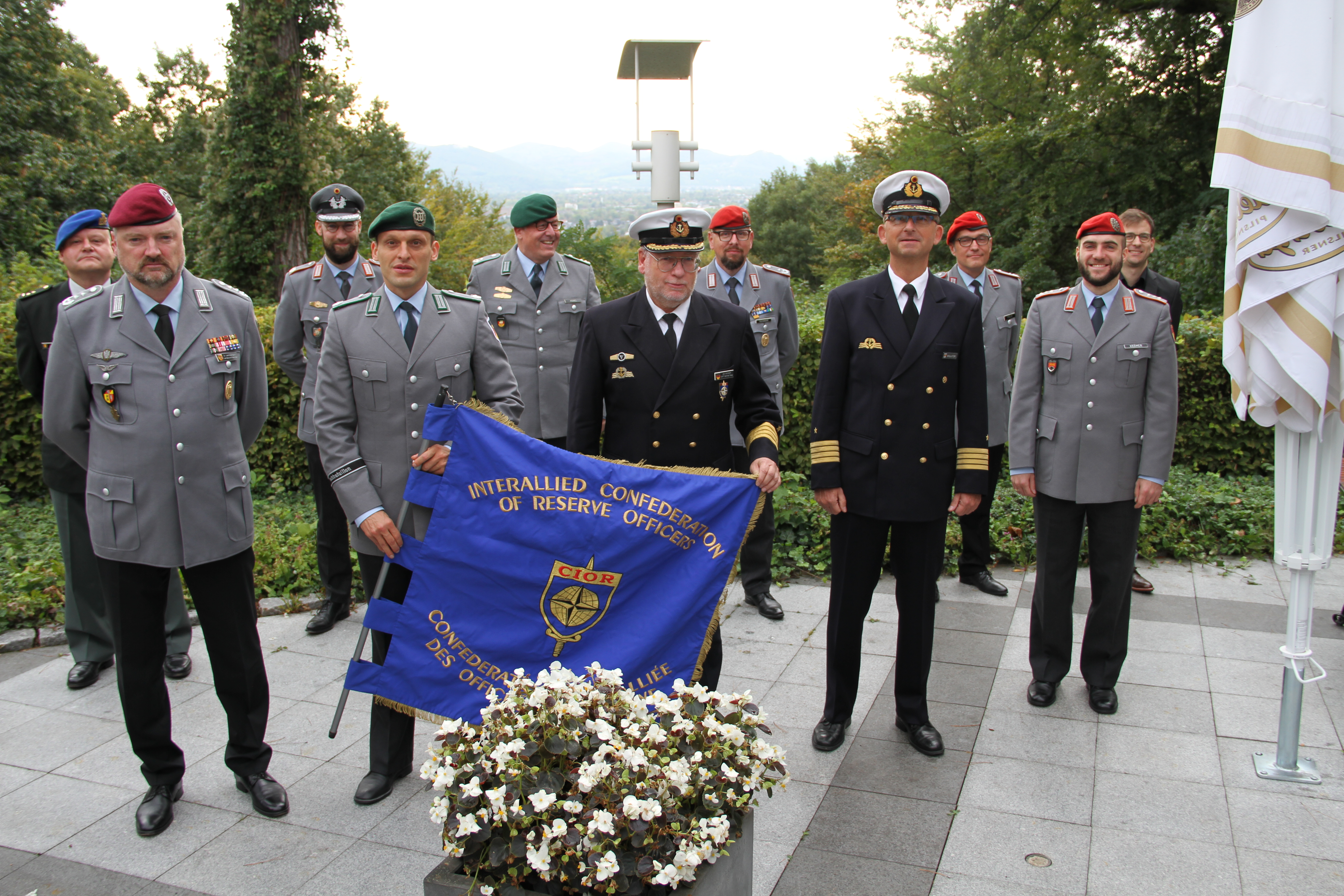
Übergabe der CIOR-Präsidentschaft an Deutschland, 2. Oktober 2020

## Historie
Schon vor dem Zweiten Weltkrieg gab es Kontakte der Reserveoffizierverbände Belgiens, Frankreichs und der Niederlande, die 1946, nach dem Ende des Krieges, wieder auflebten. Sie führten am 20. November 1948 zum ersten Kongress und der formellen Gründung der „Conféderation Interalliée des Officiers de Réserve“. Nach und nach kamen hinzu: Luxemburg (1952), Dänemark (1956), Griechenland (1956), die Vereinigten Staaten (1958), Italien (1960), Deutschland (1961), Großbritannien (1963), Kanada (1964), Norwegen (1966), Spanien (1992) und Estland (1999).

## Struktur
Das Führungs- und Entscheidungsgremium ist das Council. Die nationalen Delegationen sind hier mit je einem CIOR-Vizepräsidenten, der zugleich Delegationsleiter ist, und bis zu fünf Mitgliedern in den Kommissionen vertreten. Vorsitzender des Exekutivkomitees ist der jeweilige CIOR-Präsident, der in einem festgelegten Turnus für jeweils zwei Jahre gewählt wird. Das Council sammelt und setzt die Empfehlungen der insgesamt fünf „Universal Access Committees“ (UACs) und vier „Non Universal Access Committees“ (NUACs) zum Vortrag an die NATO um. Das Council entscheidet, welche Aufträge an die nachgeordneten Komitees erteilt werden, über Aufnahme oder Ausschluss von Mitgliedsverbänden, welches Land die Präsidentschaft übernimmt, wo die Kongresse ausgerichtet werden.
Die Mitglieder der Delegation wirken vor und während der Kongresse in den CIOR-Komitees Defence Attitudes and Security Issues (DEFSEC), Civil-military co-operation (CIMIC), Public Affairs (PA), Military Competitions (MILCOMP), Legal, Partnership for Peace (PfP) sowie dem Young Reserve Officers (YROW) mit inhaltlichen und fachlichen Beiträgen ihrer nationalen Delegation mit. Die Language Academy fördert die Sprachausbildung in den NATO-Sprachen Englisch und Französisch, während das Winter-Seminar sicherheitspolitische Seminare zu aktuellen Verteidigungs- und Sicherheitspolitischen Fragestellungen vorbereitet und durchführt.

## Aufgaben
CIOR ist politisch unabhängig. Sie vertritt heute weit mehr als 1.200.000 Offiziere der Reserve. CIOR fördert und veranstaltet Fort- und Weiterbildungsmaßnahmen, internationale Seminare und Arbeitstreffen für Reserveoffiziere.
Dazu werden Experten aus den Bereichen Diplomatie, Militär, Politik und Öffentlichkeitsarbeit als Referenten verpflichtet. Größte Veranstaltung ist der alljährliche Kongress, zu dem Council, Committees, Delegierte und Gäste sowie beim CIOR-Wettkampf über 1.000 Reserveoffiziere zusammenfinden. Der YROW (Young Reserve Officers Workshop) ist seit der deutsch-dänischen Initiative zur Gründung 1987 ein Kongressbestandteil in erster Linie für die akademische Jugend, nach eigenem Bekunden „Der Unruhefaktor“. YROW erarbeitet eigene, auf sich zugeschnittene Themen, die – wie die Berichte der anderen Committees – am Ende des Kongresses der Vollversammlung vorgetragen werden. Die Inhalte des Workshops werden durch das YROW-Committee, ein NUAC, in dem Deutschland vertreten ist, jährlich neu vorgegeben.
Parallel wird der Wettkampf ausgetragen, der ein besonders hohes sportliches Niveau hat und bei den Streitkräften angesehen ist. Spitzensportler unter den Reserveoffizieren sämtlicher Mitgliedsstaaten kämpfen in nationalen und internationalen Teams um den Sieg bei den militärsportlichen Vergleichswettkämpfen Militärischer Fünfkampf.

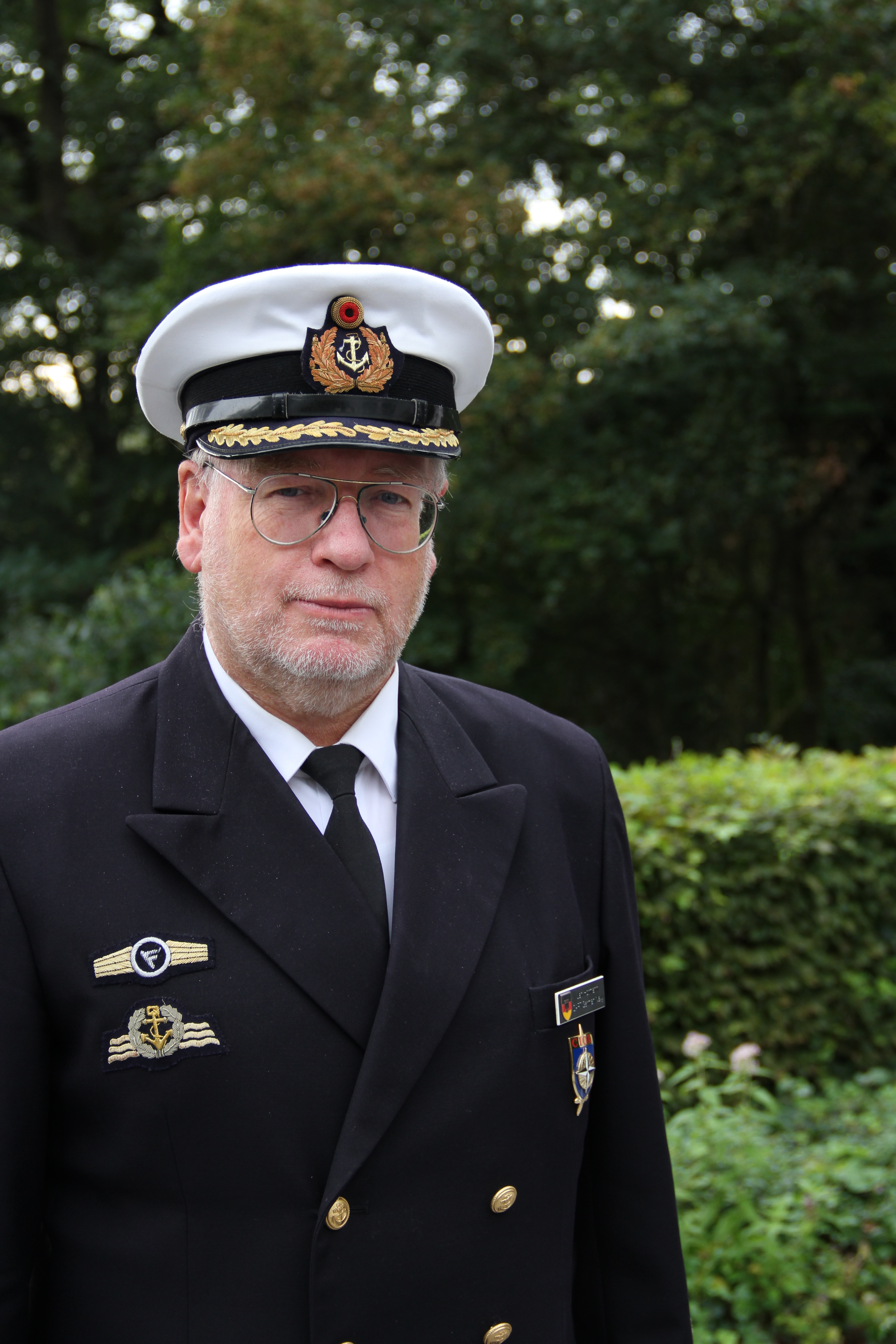
CIOR-Präsident 2020–2022 Kapitän z.S.d.R. Jan Hörmann

## Aktivitäten

### Militärische und berufliche Weiterbildung
CIOR ist eine Organisation, welche sich der militärischen und beruflichen Weiterbildung verpflichtet. Sie beschäftigt sich mit aktuellen Fragestellungen bezüglich militärischer Reserven und der Förderung der Interoperabilität und Zusammenarbeit.
Einige der wichtigsten Programme in der militärischen und beruflichen Weiterbildung sind die folgenden:

#### MILCOMP
Über 250 Athleten nehmen jedes Jahr an den militärischen Wettkämpfen im Rahmen von CIOR teil. MILCOMP wurde 1957 installiert und ist seither ein international anerkannter Wettbewerb, welcher auf militärische Fähigkeiten ausgerichtet ist (körperliche Fitness, Teamarbeit, Orientierung, Waffenhandhabung, Erste Hilfe und Kenntnis des humanitären Völkerrechts) und Führungsqualitäten sowie körperliche Leistungsfähigkeit unter Beweis stellt.

#### Young Reserve Officers Workshop (YROW)
Jedes Jahr nehmen rund 60 junge Reserveoffiziere an diesem einwöchigen Workshop teil. Der Fokus liegt auf aktuellen sicherheitspolitischen Fragestellungen mit Bezug zu den Reservekräften der NATO-Staaten und ihrer Partner. Ziel ist es, den teilnehmenden Reserveoffizieren die Möglichkeit des gemeinsamen Kennenlernens und intensiven Austauschs mit Kameraden aus anderen NATO-Staaten und deren Partnern zu bieten.

#### CIOR Language Academy (CLA)
Die CIOR Language Academy unterrichtet Englisch und Französisch als Fremdsprache mit einem Schwerpunkt auf dem militärischen Wortschatz. Teilnehmer sind Reserveoffiziere der NATO-Staaten und deren Partner aus Ost- und Zentraleuropa sowie dem Mittelmeerraum. Die Gründung erfolgte im Jahr 2000 – jährlich werden bis zu 100 Reserveoffiziere aus- und fortgebildet.

#### Winter Seminar
In Kooperation mit der Konrad-Adenauer-Stiftung nehmen jedes Jahr etwa 70 Reservisten an einer viertägigen Veranstaltung teil, die aktuelle sicherheitspolitische Themen näher beleuchtet.

#### Partnership for Peace Seminar (PfP)
CIOR's Partnership for Peace Committee ist ein jährliches Seminar für NATO-Partner und wird von diesen ausgetragen. Ziel des Seminars ist die Vermittlung von Wissen und Verständnis für das Bündnis sowie ein besseres Verständnis der Struktur und Organisation der Reserven und Verbände innerhalb der NATO. Das Seminar stimmt dabei mit den Zielen der NATO hinsichtlich Kooperation, Partnerschaft und Einbeziehung überein.